# Tarrocanus capra
Tarrocanus capra är en spindelart som beskrevs av Simon 1895. Tarrocanus capra ingår i släktet Tarrocanus och familjen krabbspindlar.
Artens utbredningsområde är Sri Lanka. Inga underarter finns listade i Catalogue of Life.